# III. A zona nogometnog prvenstva Hrvatske 1958./59.
III. A zona prvenstva Hrvatske, također i pod nazivima  III. zona – Bjelovarska grupa, III. zona – A grupa, Zona Varaždin – Bjelovar – skupina A, Međupodsavezna liga Bjelovar – Daruvar je bila jedna od zona Prvenstva Hrvatske, te liga trećeg stupnja nogometnog prvenstva Jugoslavije u sezoni 1958./59. 
 
Sudjelovalo je 12 klubova, a prvak je bio "Bjelovar".  

## Ljestvica
| mj. | klub                                 | ut. | pob. | ner. | por. | gol+ | gol– | bod |
| --- | ------------------------------------ | --- | ---- | ---- | ---- | ---- | ---- | --- |
| 1.  | Bjelovar                             | 22  | 15   | 5    | 2    | 69   | 26   | 35  |
| 2.  | Pitomača                             | 22  | 15   | 2    | 5    | 57   | 28   | 32  |
| 3.  | KŠK Križevci                         | 22  | 12   | 5    | 5    | 59   | 40   | 29  |
| 4.  | Hajduk Pakrac                        | 22  | 11   | 6    | 5    | 51   | 34   | 28  |
| 5.  | Borac Virovitica                     | 22  | 12   | 0    | 10   | 53   | 44   | 24  |
| 6.  | Slavonac Lipik                       | 22  | 10   | 3    | 9    | 47   | 39   | 23  |
| 7.  | Graničar Đurđevac                    | 22  | 8    | 4    | 10   | 53   | 51   | 20  |
| 8.  | Podravac Virje                       | 22  | 8    | 2    | 12   | 48   | 72   | 18  |
| 9.  | Papuk Pakrac                         | 22  | 6    | 4    | 12   | 33   | 47   | 16  |
| 10. | Daruvar                              | 22  | 6    | 3    | 13   | 35   | 67   | 15  |
| 11. | Lokomotiva Koprivnica                | 22  | 6    | 1    | 15   | 34   | 67   | 13  |
| 12. | Slavonski Partizan Podravska Slatina | 22  | 4    | 4    | 14   | 38   | 65   | 12  |

- Podravska Slatina – tadašnji naziv za Slatinu

## Rezultatska križaljka
| kratica | klub                                 | BJE | BOR | DAR | GRA | HAJ | KŠK | LOK | PAP | PIT | POD | SLAL | SLAP |
| --- | ------------------------------------ | --- | --- | --- | --- | --- | --- | --- | --- | --- | --- | ---- | ---- |
| BJE | Bjelovar                             |     |     |     |     |     |     |     |     |     |     |      |      |
| BOR | Borac Virovitica                     |     |     |     |     |     |     |     |     |     |     |      |      |
| DAR | Daruvar                              |     |     |     |     |     |     |     |     |     |     |      |      |
| GRA | Graničar Đurđevac                    |     |     |     |     |     |     |     |     |     |     |      |      |
| HAJ | Hajduk Pakrac                        |     |     |     |     |     |     |     |     |     |     |      |      |
| KŠK | KŠK Križevci                         |     |     |     |     |     |     |     |     |     |     |      |      |
| LOK | Lokomotiva Koprivnica                |     |     |     |     |     |     |     |     |     |     |      |      |
| PAP | Papuk Pakrac                         |     |     |     |     |     |     |     |     |     |     |      |      |
| PIT | Pitomača                             |     |     |     |     |     |     |     |     |     |     |      |      |
| POD | Podravac Virje                       |     |     |     |     |     |     |     |     |     |     |      |      |
| SLAL | Slavonac Lipik                       |     |     |     |     |     |     |     |     |     |     |      |      |
| SLAP | Slavonski Partizan Podravska Slatina |     |     |     |     |     |     |     |     |     |     |      |      |
| |                                      |     |     |     |     |     |     |     |     |     |     |      |      |
| podebljan rezultat – utakmice od 1. do 11. kola (1. utakmica između klubova) rezultat normalne debljine – utakmice od 12. do 22. kola (2. utakmica između klubova) rezultat nakošen – nije vidljiv redoslijed odigravanja međusobnih utakmica iz dostupnih izvora rezultat smanjen * – iz dostupnih izvora nije uočljiv domaćin susreta prekrižen rezultat – poništena ili brisana utakmica p – utakmica prekinuta 3:0 p.f. / 0:3 p.f. – rezultat 3:0 bez borbe n.i. – nije igrano |                                      |     |     |     |     |     |     |     |     |     |     |      |      |

 Izvori:

## Za prvaka III. zone
| Varteks Varaždin |  | – |  | Bjelovar |  | 4:0, 5:0 |

 Izvori: 